# Atrichopogon warmkei
Atrichopogon warmkei är en tvåvingeart som beskrevs av Wirth 1956. Atrichopogon warmkei ingår i släktet Atrichopogon och familjen svidknott. Inga underarter finns listade i Catalogue of Life.